# Emirat de Keffi
Keffi és un emirat històric i avui dia un estat tradicional de Nigèria, a l'estat de Nassarawa, al centre de Nigèria. La majoria dels habitants de l'emirat tradicional són d'ètnia gwandara, i es dediquen a la mineria d'estany i columbita i a l'agricultura; els cultius principals són el mill, la melca, nyam, i el cotó.

## Història
La ciutat de Keffi fou fundada al voltant de 1800 per Abdu Zanga (Abdullahi), un guerrer fulani del nord que la va convertir en la seu d'un emirat vassall subjecte a l'emir de Zaria (un poble a 246 quilòmetres al nord). Keffi va retre homenatge a Zaria al llarg del segle xix però tot i així fou constantment assaltada a la cerca d'esclaus; la seva guerra en el regnat de Sidi Umaru (1877-1894) amb la propera ciutat de Nasarawa va donar lloc a un pagament addicional d'esclaus a Zaria.
En 1902 els britànics va transferir la seu de la província de Nasarawa a Keffi per protegir les caravanes comercials que anaven cap al nord des del riu Benue. L'assassinat d'un administrador britànic a Keffi pel Zaria Magaji ("representant de Zaria"), que posteriorment va fugir a Kano (350 quilòmetres al nord-nord-est), el més poderós dels emirats fulani, van conduir a l'atac britànic a aquest emirat amb la derrota de Kano el 1903.
L'emir Alhaji Muhammadu Chindo Yamusa II, entronitzat l'11 de maig de 1978, va morir el 4 de desembre de 2015 quan tenia 70 anys deixant 2 vídues i 27 fills (i molts nets). El 14 de desembre de 2015 fou designat com a nou emir el seu fill Shehu Usman Yamusa II. La família Abdu Zanga és la família tradicional que governa l'emirat i Usman Yamusa II va obtenir cinc vots contra dos dels set electors (kingmakers). El nou emir va néixer el 4 de novembre de 1966 i va treballar pel govern de l'estat de Nasarawa i per la Comissió d'Universitats de Nigèria, en diversos càrrecs.

## Emirs
- 1802 - 1820 Abd Allahi Abdu Zanga dan Muhammadu Gani
- 1820 - 1835 Maizabo dan Muhammadu Gani
- 1835 - 1859 Jibrilu dan Abd Allahi
- 1859 - 1862 Muhamman dan Abd Allahi
- 1862 - 1877 Ahmadu I dan Abd Allahi
- 1877 - 1894 Sidi `Umaru dan Abd Allahi
- 1894 - 1902 Ibrahim dan Abd Allahi
- 1902 - 1921 Abd Allahi I dan Jibrilu
- 1921 - 1923 Abu Bakar I dan Yamusa
- 1923 - 1928 Abd Allahi II dan Ishaqu
- 1928 - 1933 Muhammadu I Mayaki Isa dan Ibrahim
- 1933 - 1948 Abu Bakar II dan Muhammadu
- 1948 - 1978 Ahmadu II Maikwato dan Abd Allahi
- 1978 - 2015 Muhammadu II Cindo Yamusa
- 2015- Shehu Usman Yamusa II